# إستر أرويو
إستر أرويو (بالإسبانية: Esther Arroyo)‏ هي متسابقة ملكة الجمال وعارضة ومقدمة تلفزيونية وممثلة إسبانية، ولدت في 29 مارس 1968 في قادس في إسبانيا.

## وصلات خارجية
- إستر أرويو على موقع IMDb (الإنجليزية)
- إستر أرويو على موقع ألو سيني (الفرنسية)
- إستر أرويو على موقع قاعدة بيانات الفيلم (الإنجليزية)
- إستر أرويو على موقع كينوبويسك (الروسية)